# Championnat d'Angleterre de football de deuxième division 1900-1901
Navigation
Édition précédente Édition suivante
La saison 1900-1901 est la neuvième saison du championnat d'Angleterre de football de deuxième division. Les deux premiers du championnat obtiennent une place en première division, les trois derniers sont relégués uniquement s'ils n'obtiennent pas assez de voix dans la procédure de réélection.
Le club Grimsby Town remporte la compétition et se voit promu en première division accompagné du vice-champion, Small Heath. Parmi les trois derniers, seul le Wallsall FC n'obtient pas assez de voix pour rester en deuxième division, le club New Brighton Tower se retire de la compétition puis sera dissous. Le meilleur buteur est Andrew Swann avec 18 buts pour Barnsley FC.

## Compétition
La victoire est à deux points, un match nul vaut un point.

### Classement
| Rang | Équipe               | Pts | J  | G  | N  | P  | Bp | Bc | Diff |
| ---- | -------------------- | --- | -- | -- | -- | -- | -- | -- | ---- |
| 1    | Grimsby Town         | 49  | 34 | 20 | 9  | 5  | 60 | 33 | +27  |
| 2    | Small Heath          | 48  | 34 | 19 | 10 | 5  | 57 | 24 | +33  |
| 3    | Burnley FC R         | 44  | 34 | 20 | 4  | 10 | 53 | 29 | +24  |
| 4    | New Brighton Tower   | 42  | 34 | 17 | 8  | 9  | 57 | 38 | +19  |
| 5    | Glossop FC R         | 38  | 34 | 15 | 8  | 11 | 51 | 33 | +18  |
| 6    | Middlesbrough FC     | 37  | 34 | 15 | 7  | 12 | 50 | 40 | +10  |
| 7    | Woolwich Arsenal     | 36  | 34 | 15 | 6  | 13 | 39 | 35 | +4   |
| 8    | Lincoln City         | 33  | 34 | 13 | 7  | 14 | 43 | 39 | +4   |
| 9    | Burslem Port Vale    | 33  | 34 | 11 | 11 | 12 | 45 | 47 | -2   |
| 10   | Newton Heath         | 32  | 34 | 14 | 4  | 16 | 42 | 38 | +4   |
| 11   | Leicester Fosse      | 32  | 34 | 11 | 10 | 13 | 39 | 37 | +2   |
| 12   | Blackpool FC P       | 31  | 34 | 12 | 7  | 15 | 33 | 58 | -25  |
| 13   | Gainsborough Trinity | 30  | 34 | 10 | 10 | 14 | 45 | 60 | -15  |
| 14   | Chesterfield FC      | 28  | 34 | 9  | 10 | 15 | 46 | 58 | -12  |
| 15   | Barnsley FC          | 27  | 34 | 11 | 5  | 18 | 47 | 60 | -13  |
| 16   | Wallsall FC          | 27  | 34 | 7  | 13 | 14 | 40 | 56 | -16  |
| 17   | Stockport County P   | 25  | 34 | 11 | 3  | 20 | 38 | 68 | -30  |
| 18   | Burton Swifts        | 20  | 34 | 8  | 4  | 22 | 34 | 66 | -32  |

|  | Vainqueur de la deuxième division et promu en First Division |
|  | Promotion en First Division                                  |
|  | Relégation                                                   |

- New Brighton Tower arrête son activité après la saison.